# Cristian Llama
Cristian Ezequiel Llama (ur. 26 czerwca 1986 w Lomas de Zamora) – argentyński piłkarz występujący na pozycji pomocnika. Od 2013 gra w meksykańskiej drużynie CD Veracruz.

## Kariera piłkarska
Cristian Llama jest wychowankiem Arsenalu Sarandí. W 2007 przeszedł do włoskiej Catanii. 25 listopada 2007 zadebiutował w Serie A, w spotkaniu przeciw SSC Napoli. Na rundę wiosenną tego samego sezonu został wypożyczony do Newell’s Old Boys. Potem powrócił do Catanii, gdzie 17 stycznia 2010 zdobył pierwszego ligowego gola, w meczu z Sampdorią.
31 sierpnia 2012 roku podpisał kontrakt z Fiorentiną.